# 2005 en république démocratique du Congo
Événement de l'année 2005 en République démocratique du Congo

## Chronologie

### Mai 2005
- Jeudi 5 mai 2005 : un avion Antonov An-26 s’écrase après avoir décollé de l’aéroport de Bangboka pour Isiro ; le crash fait 9 morts, un rescapé et un disparu[1].
- Mercredi 25 mai 2005 : un avion Antonov An-12 de la Compagnie Victoria Air, à destination de Kindu, s’écrase sur une colline près de Biega après son décollage de Goma, il n’y a aucun survivant et au moins 27 morts dans le crash[2],[3].

### Août 2005
- Mercredi 3 août 2005 : La famille du président de la République, Joseph Kabila, reçoit 36 millions de dollars US de l’État congolais, comme dommages et intérêts pour le meurtre de la tante du président, Espérance Kabila, par le colonel Mwamba Takiriri[4].

### Décembre 2005
- Dimanche 18 décembre 2005 : Le référendum constitutionnel, initialement prévu le 27 novembre 2005, doit accepter ou refuser le projet de Constitution de la république démocratique du Congo[5]. Le vote se tient le 18 décembre 2005 et continue le 19 décembre, 90 % des 35 000 bureaux de vote sont ouverts le 18 décembre[6]. Sur les 25 021 703 électeurs inscrits, 15 505 810 votent, soit un taux de participation de 61,97 % selon la CEI. Le Oui gagne avec 84,31 % des votes[7].